# Kazuto Sakamoto
Kazuto Sakamoto (japanisch 阪本 一仁 Sakamoto Kazuto; * 24. September 1991 in Kashihara) ist ein ehemaliger japanischer Fußballspieler.

## Karriere
Sakamoto erlernte das Fußballspielen in der Schulmannschaft der Kagoshima Jitsugyo High School. Seinen ersten Vertrag unterschrieb er 2010 bei FC Gifu. Der Verein spielte in der  zweithöchsten Liga des Landes, der J2 League. Für den Verein absolvierte er 23 Ligaspiele. Danach spielte er bei FC Kariya und FC Osaka. Ende 2013 beendete er seine Karriere als Fußballspieler.